# Elachiptera costata
Elachiptera costata är en tvåvingeart som först beskrevs av Friedrich Hermann Loew 1863.  Elachiptera costata ingår i släktet Elachiptera och familjen fritflugor. Inga underarter finns listade i Catalogue of Life.